# Jerzy Cepik
Jerzy Cepik ps. Robert D. Bart (ur. 11 grudnia 1929 w Poznaniu, zm. 28 października 2020 tamże) – polski prozaik.

## Życiorys
Studiował na Wydziale Humanistycznym Uniwersytetu Poznańskiego. W czasie II wojny światowej pracował w przemyśle zbrojeniowym III Rzeszy. Uczestnik ruchu oporu. Więzień Gestapo i obozu koncentracyjnego. Po wojnie autor kilkudziesięciu książek, powieści historycznych, biografii. Autor „Słowian”, książek o historii pisma, historii religii, prehistorii sztuki, powieści sensacyjnych oraz dla młodzieży. „Człowiek Roku” IBC Cambridge, Anglia i Międzynarodowego Centrum Intelektualistów w Chinach. Członek Związku Kombatantów Rzeczypospolitej Polskiej i Byłych Więźniów Politycznych. Członek Polskiego Związku Byłych Więźniów Politycznych Hitlerowskich Więzień i Obozów Koncentracyjnych. Były prezes Związku Literatów Polskich w Poznaniu, przywrócił po stanie wojennym, za swej kadencji, Nagrodę Literacką im. Wł. Stan. Reymonta i Czwartki literackie przy ZLP w Poznaniu, założył tam Wydawnictwo ZLP przemianowane potem na Wydawnictwo Fundacji Literackiej w Poznaniu, które prowadził. Założyciel i pierwszy prezes Fundacji Literackiej. Redaktor Naczelny wydawnictw Fundacji. Laureat Nagrody Literackiej im. Reymonta. Zasłużony dla miasta Poznania. Publicysta, wydawca, redaktor, tłumacz, ilustrator, grafik. Fotograf. Przygotował do druku 22-tomowe „Dzieje sztuki”. W 2012 skończył druk biografii „Rubensa”. 
Odznaczony Złotym Krzyżem Zasługi, Krzyżem Kawalerskim Orderu Odrodzenia Polski, Medalem 40-lecia PRL oraz „Kombatanckim Krzyżem Pamiątkowym Zwycięzcom, za udział w wyzwalaniu ojczyzny.”
Honorowy prezes Fundacji Literackiej w Poznaniu.

## Twórczość
- Nolańczyk. Opowieść o Giordano Bruno (1958)
- Krzyż i korona (1967) – z dziejów Polski; powieść na kanwie wydarzeń przed bitwą grunwaldzką i klęską Zakonu Krzyżackiego.
- Wikingowie (1969)
- Słowianie (1970) – zmagania Słowian z sąsiednimi ludami, stanowiące zaczyn polskiej państwowości. Czasy Marka Aureliusza i Kommodusa.
- Bizon z jaskini Devy (1974)
- Rozedrzeć tajemnice sfer. Opowieść biograficzna o Koperniku (1977)
- Jak człowiek nauczył się pisać (1979)[2]
- Jak człowiek stworzył bogów (1980)[3]
- Krzysztof Kolumb (1981)[4]
- Wspomnienia z przeszłości (1983). Opowieść o praźródłach cywilizacji i kultury[5].
- Leonardo da Vinci (1984)[6]
- Samotny o zmierzchu (1985)[7]
- Dwie czaszki (1985) pod ps. Robert D. Bart[8] – powieść sensacyjno-kryminalna
- Torquemada. Opowieść o Wielkim Inkwizytorze Hiszpanii (1986)[9]
- Śmierć w południe (1988) pod ps. Robert D. Bart – powieść sensacyjno-kryminalna[10]
- Etruski grobowiec (1988) pod ps. Robert D. Bart – powieść sensacyjno-kryminalna[11]
- Michał Anioł. Opowieść biograficzna (1989)[12]
- Rafael. Opowieść biograficzna (1990)[13]
- Biała Madonna (1993) pod ps. Robert D. Bart[14] – powieść sensacyjno-kryminalna
- Zaraza (1993) - cykl powieściowy obejmujący trzy części: Kto sieje wiatr?, Duma poprzedza upadek i Śmierć w świątyni – opowieść o zniszczeniu dokonań cywilizacji greckiej i rzymskiej, zdominowanej przez chrześcijański monoteizm.
- Duma poprzedza upadek (1993) – drugi tom cyklu „Zaraza”[15].
- Śmierć w świątyni (1993) – trzeci tom cyklu „Zaraza”[16].
- Rubens (2011) – biografia[17]